# شرکت آرش موتور
شرکت آرش موتور (به انگلیسی: Arash Motor Company) تولیدکنندهٔ کوچک خودروی اسپورت در نیومارکت، سافک، انگلستان است. این در اصل توسط آرش فربد با عنوان Farboud Limited در سال ۱۹۹۹ تأسیس شد و در سال ۲۰۰۶ تغییر نام داد.
این شرکت در سال ۲۰۰۳ Farboud GTS را پرورش داد و حقوقش را به Farbio فروخت، که پس از آن بخشی از ژینتا شد.

## مدل‌ها

### Farboud GT

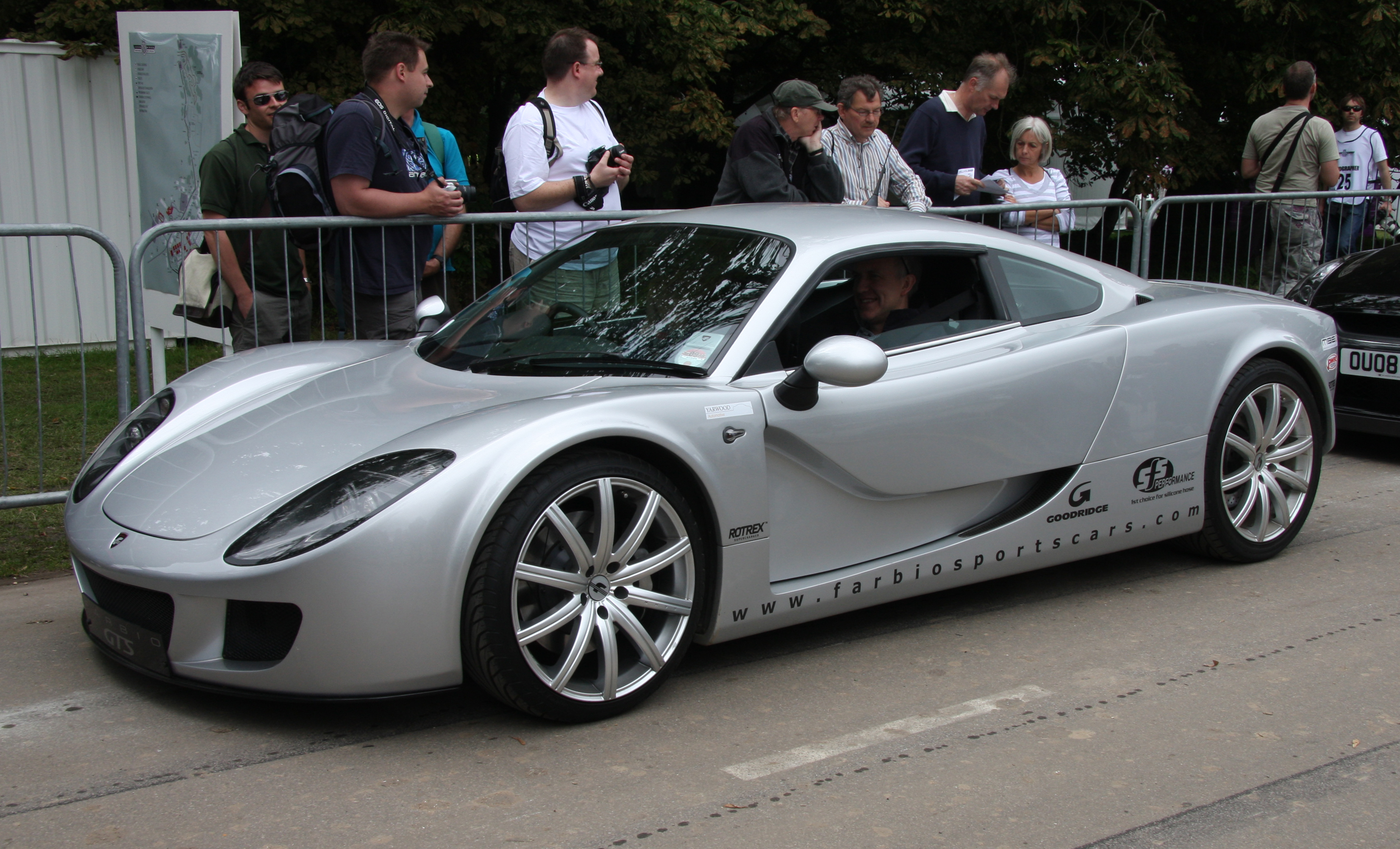
Farbio GTS، ساخته شده از مدل Farboud GTS

Farboud GT اولین مدل این شرکت، در سال ۲۰۰۲ در نمایشگاه اتواسپرت اینترنشنال در بیرمنگام نمایش داده شد. این شامل یک موتور ۲٫۸ لیتری توربو V6 دوقلو با تولید 620bhp بود.

### Farboud GTS

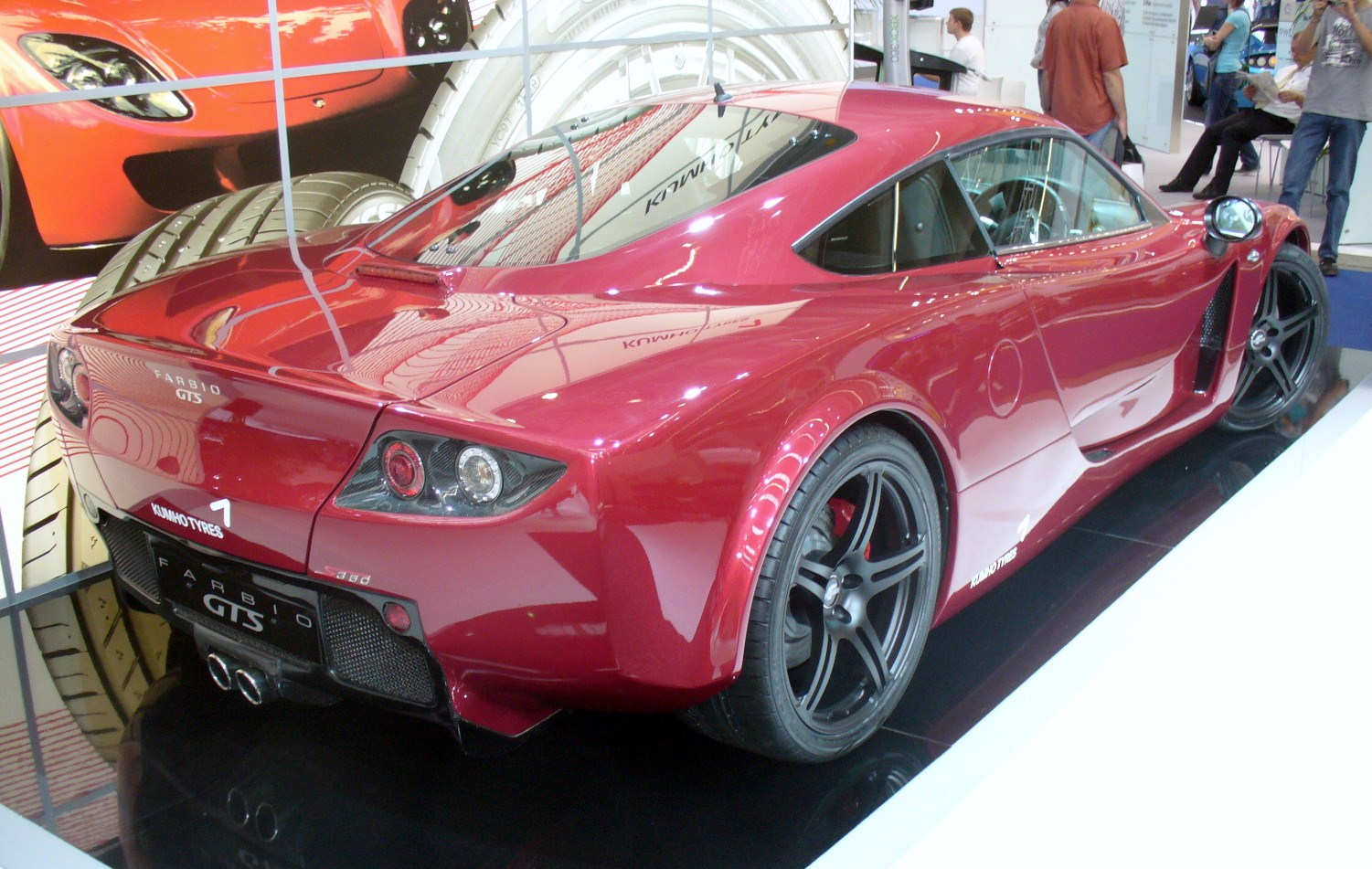
Farbio GTS 350

Farboud GTS به عنوان یک خودروی مفهومی در اتواسپرت اینترنشنال در سال ۲۰۰۳ نشان داده شد. سه خودرو از آن ساخته شد قبل از آن که طراحی آن به Farbio Sports Cars فروخته شود و در سال ۲۰۰۷ فروش ماشین با عنوان Farbio GTS آغاز شد. پس از ادغام Farbio با ژینتا، GTS بیشتر با عنوان ژینتا اف۴۰۰ توسعه داده شد.

### Arash AF10

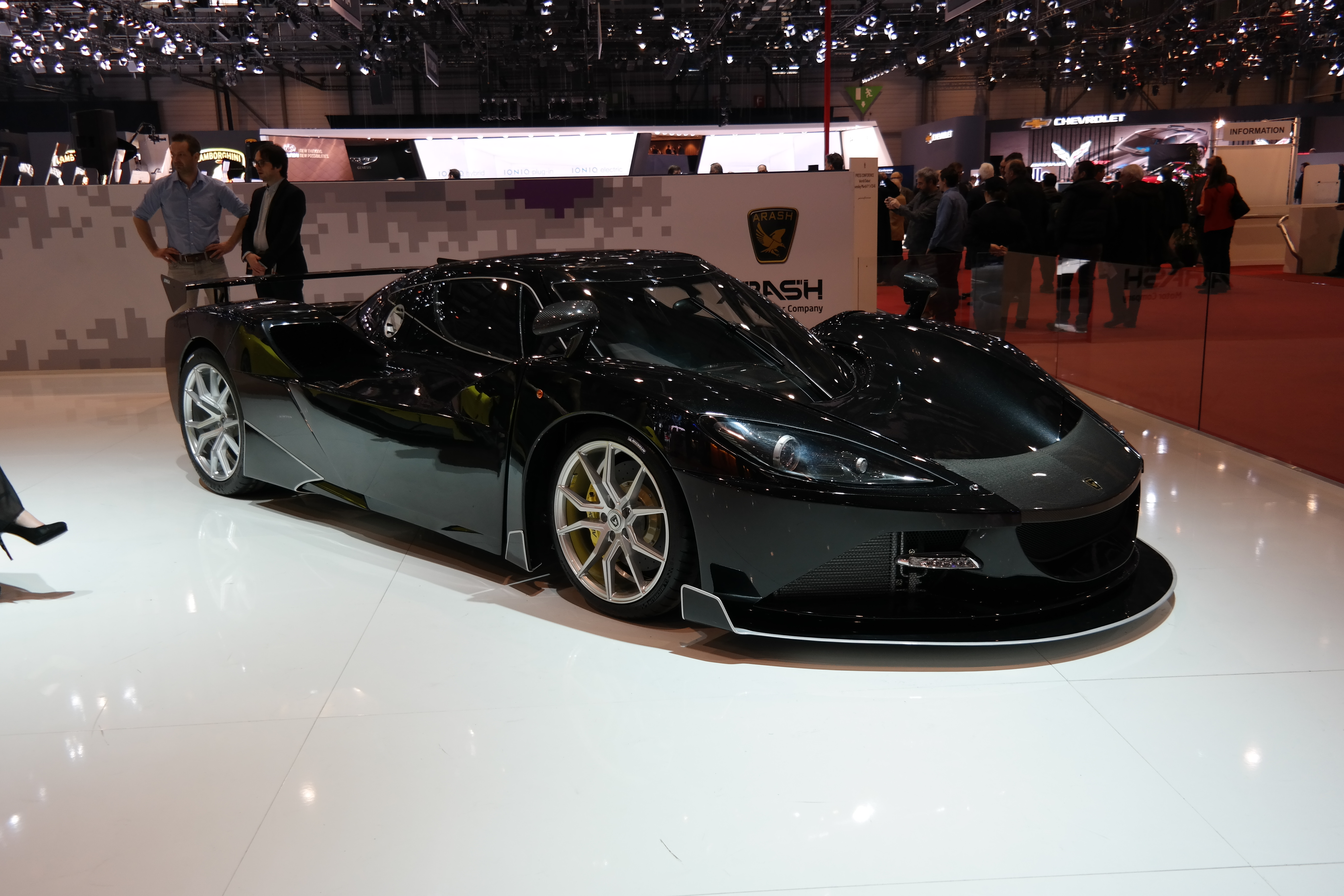
2016 Arash AF10

در سال ۲۰۰۹، Arash AF10 نمایش داده شد، شامل موتور ۷٫۰ لیتری V8 شورلت کوروت با تولید حداقل 500bhp. ماشین در تولید قرار داده نشد اما آرش بعد یک مدل تجدید نظر شده در ۲۰۱۶ با یک پیشرانه هیبریدی و با ادعای 2080 HP اسب بخار نشان داد.

### Arash AF8

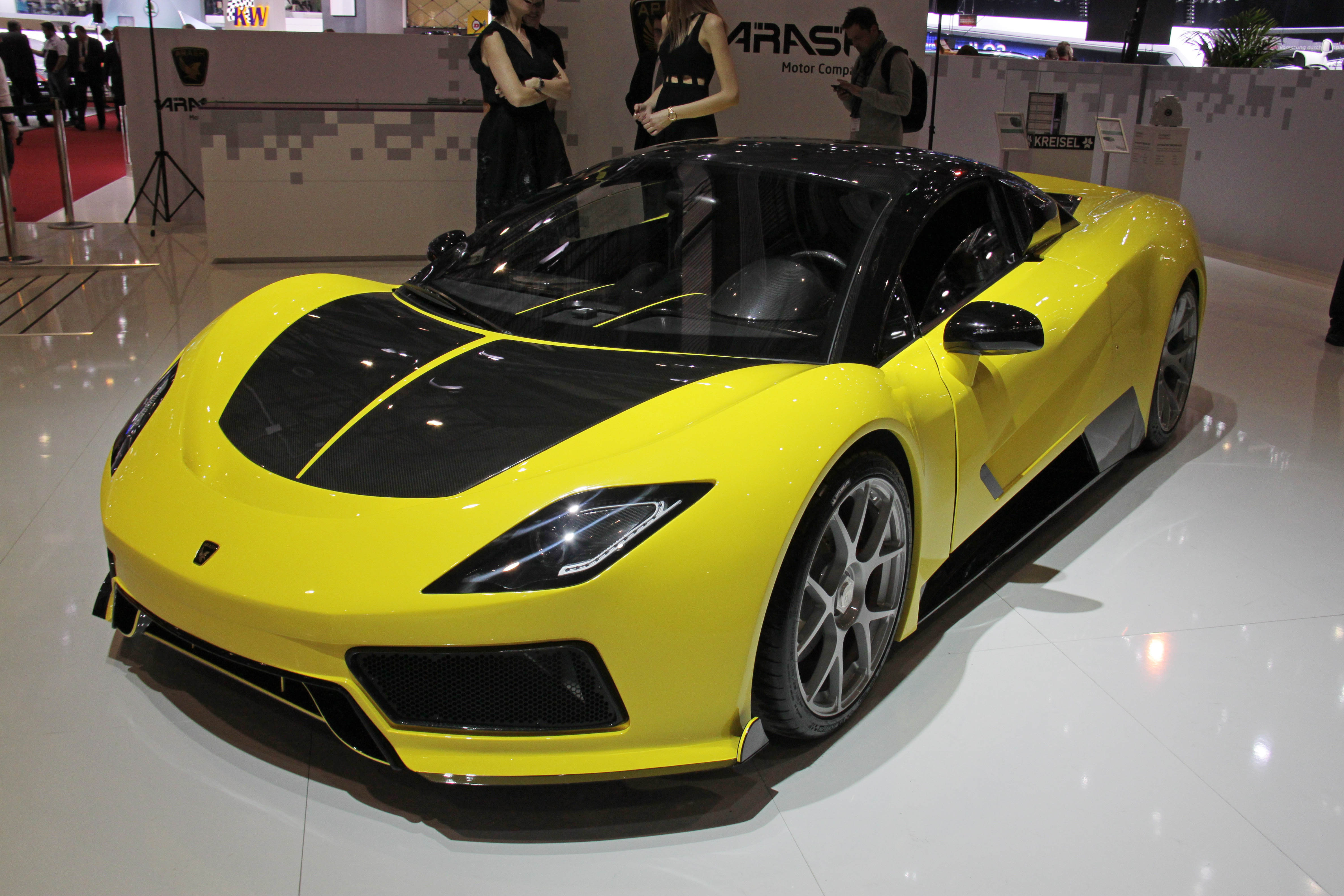
Arash AF8 Cassini

AF8 در ۲۰۱۴ نمایش داده شد، این شامل یک موتور ۷٫۰ لیتری V8 موتور وسط با تولید 505bhp است.